# Телефон-омар
«Телефон-омар» (англ. Lobster Telephone) — сюрреалистическая скульптура, созданная Сальвадором Дали совместно с художником-сюрреалистом Эдуардом Джеймсом в 1936 году.

## Описание
Композиция представляет собой обычный телефон, трубка которого изготовлена из гипса в виде муляжа омара. Дали соединил объект живой природы с изобретением человечества. Скульптура создана из «частичных объектов», стремящихся соединиться друг с другом, чтобы образовать «желаемую машину». Дали создал этот объект с конкретной целью — совместить «заднюю часть» омара с концом телефонной трубки. Скульптура является пародией и шуткой, выражающей протест Дали против поклонения технике, средствам аудиокоммуникаций, которые отдаляют людей друг от друга.
По словам самого Дали «телефон — это средство передачи новостей», а «в будущем омары заменят телефоны».
Произведение было представлено на первой Лондонской выставке сюрреалистического искусства в 1936 году. Во время рекламной акции выставки Дали выступил с лекцией о влиянии подсознания, надев на себя водолазный костюм.
Произведение было выполнено в пяти экземплярах. Один можно увидеть на выставке «Вселенная Дали» в Лондоне, второе в Музее электросвязи во Франкфурте-на-Майне, третье принадлежит фонду Эдуарда Джеймса, четвёртое — Национальной галерее Австралии, а пятое выставлено в Ливерпуле в Галерее Тейт.
Кроме того, существует шесть вариантов, выполненных в белом цвете, один из которых выставлен в Музее Сальвадора Дали в Сент-Питерсберге (Флорида), а другой — в Культурном центре Белена, и принадлежит коллекционеру Джо Берардо. Ещё один экземпляр находится в Художественной галерее Йоханнесбурга, (ЮАР).
Размеры — 17×15×30 см. Скульптура входит в цикл работ Дали под названием «Паранойя и война» (англ. Paranoia and War).